# مجلس محافظة البصرة
مجلس محافظة البصرة هو السلطة التشريعية والرقابية المحلية في محافظة البصرة العراقية، والمسؤول عن انتخاب المحافظ ونائبه، وينتخب انتخابًا مباشرًا من قبل مواطني المحافظة.

## أعضاء المجلس
| الفائز                                        | الحزب                     | عدد الاصوات |
| --------------------------------------------- | ------------------------- | ----------- |
| أسعد العيداني «استقال وحل محله: ثائر الصالحي» | تحالف تصميم               | 164,774     |
| شكر محمود جاسم صنكور صنكور                    | تحالف تصميم               | 11,418      |
| مهند جعفر صالح ناصر المازني                   | تحالف تصميم               | 7,922       |
| سعود عزالدين عبدالحبيب شريف العلوان           | تحالف تصميم               | 6,701       |
| جعفر صينخ جعفر حسين الحجاج                    | تحالف تصميم               | 5,533       |
| عقيل طالب كاظم محسن الفريجي                   | تحالف تصميم               | 5,307       |
| أسامة عبدالرضا مسيم مسيم السعد                | تحالف تصميم               | 4,912       |
| عماد احمد محمدعلي عواد المطوري                | تحالف تصميم               | 4,698       |
| أطياف زهير منصور قاسم العلي                   | تحالف تصميم               | 3,955       |
| بيداء مضر عفريت رباع الناهي                   | تحالف تصميم               | 2,469       |
| سارة ظافر نظمي جمال الحسيني                   | تحالف تصميم               | 1,677       |
| وجدان قاسم مجوت ياسين المالكي                 | تحالف تصميم               | 1,007       |
| عدي عواد كاظم محمود الحسين                    | تحالف نبني                | 28,793      |
| علي عدنان بدران هزاع عيداني                   | تحالف نبني                | 8,427       |
| خلف لفتة عذاقة بلبول البدران                  | تحالف نبني                | 6,964       |
| نوفل هاشم حميد مهدي العلي                     | تحالف نبني                | 4,927       |
| زهراء عبدالرضا عبدالزهرة عبدالحسين البوسليم   | تحالف نبني                | 4,267       |
| جهاد صدام مفتن محيسن البوذروه                 | ائتلاف دولة القانون       | 6,671       |
| إياد عبيد عطية خوين المالكي                   | ائتلاف دولة القانون       | 5,998       |
| إيمان كريم جاسم عبدالحسن المالكي              | ائتلاف دولة القانون       | 4,084       |
| حسن شداد فارس شهيل الجوراني                   | تحالف قوى الدولة الوطنية  | 5,900       |
| حيدر علي حسين طاهر المريان                    | ائتلاف الاساس العراقي     | 2,815       |
| نائل غانم عزيز حنة ساكو                       | حركة بابليون/ كوتا المسيح | 67          |